# Far Away (canción de 3+2)
"Far Away" es una canción compuesta por Leonid Shirin y Yuri Vaschuk e interpretada por la banda 3+2 que iba a representar a Bielorrusia en el Festival de la Canción de Eurovisión 2010. La canción había participado anteriormente en el concurso Tribunal musical de la ONT, y ya contaba con versiones en ruso y bielorruso. Sin embargo, el 19 de marzo de 2010, la Belaruskaja Tele-Radio Campanija (BRTC) anunció que la canción que se interpretará en el certamen europeo será Butterflies.